# Алту-Парнаиба

Алту-Парнаиба на карте штата.

Алту-Парнаиба (порт. Alto Parnaíba) — муниципалитет в Бразилии, входит в штат Мараньян. Составная часть мезорегиона Юг штата Мараньян. Входит в экономико-статистический микрорегион Жерайс-ди-Балсас. Население составляет 10 766 человек на 2010 год. Занимает площадь 11 132,176 км². Плотность населения — 0,97 чел./км².

## Демография
Согласно сведениям, собранным в ходе переписи 2010 г. Национальным институтом географии и статистики (IBGE), население муниципалитета составляет:
| Полное население                               | Полное население                               | Полное население                               | Полное население                               | 10 766 |
| ---------------------------------------------- | ---------------------------------------------- | ---------------------------------------------- | ---------------------------------------------- | ------ |
| в том числе:                                   | Городское население                            | 7028                                           | Процент городского населения, %                | 65,28  |
|                                                | Сельское население                             | 3738                                           | Процент сельского населения, %                 | 34,72  |
|                                                | Мужское население                              | 5468                                           | Процент мужского населения, %                  | 50,79  |
|                                                | Женское население                              | 5298                                           | Процент женского населения, %                  | 49,21  |
| Плотность населения, чел/км²                   | Плотность населения, чел/км²                   | Плотность населения, чел/км²                   | Плотность населения, чел/км²                   | 0,97   |
| Население муниципалитета в % к населению штата | Население муниципалитета в % к населению штата | Население муниципалитета в % к населению штата | Население муниципалитета в % к населению штата | 0,16   |

По данным оценки 2016 года, население муниципалитета составляет 10 956 жителей.

## История
Город основан 19 мая 1866 года.

## Статистика
- Валовой внутренний продукт на 2003 год составляет 45 497 245,00 реалов (данные: Бразильский институт географии и статистики).
- Валовой внутренний продукт на душу населения на 2003 год составляет 4500,67 реалов (данные: Бразильский институт географии и статистики).
- Индекс развития человеческого потенциала на 2000 год составляет 0,636 (данные: Программа развития ООН).